# روب لوتشي
روب لوتشي هو أحد شخصيات أنمي ومانغا ون بيس، وهو أقوى عضو في منظمة السي بي 9، وقد كان في مهمة للحصول على مخططات السلاح الأسطوري المدمر «البلوتون» من آيسبورغ، وقد كان يتظاهر بأنه أحد أفضل خمس نجاري في شركة جالي لا، وقد كان متخصص السفن، وبعد أن تمت هزيمته من قبل مونكي دي لوفي أعلن الرئيس سباندام بأن السي بي 9 هم المسؤولون عن دمار إنيس لوبي وقد طردوا من المنظمة، ويعتبر لوتشي الخصم الرئيسي في أحداث واتر 7 وأحداث إنيس لوبي، وهو الآن (قائد) المنظمة السرية السي بي 0 (CP-0).

## مظهره
روب لوتشي هو رجل طويل القامة ونحيف بنسبة كبيرة، وأيضا لديه عضلات في جسمه، مع حواجب مقوسة وذقن مقوس صغير، وأيضا لديه شعر طويل مجعد أسود اللون يمتد أسفل كتفيه، وعادة ما يلفه بشكل ذيل الحصان، وعندما لا يقاتل دائما ما تقف حمامته «هاتوري» على كتفه الأيمن، وأيضا يمتلك وشم على شكل مربع داخله شطب على عضده، وأيضا خمسة ندوب متفرعة كبيرة على ظهره وهي على شكل علم حكومة العالم.
و قد كان لوتشي يرتدي قبعة سوداء كبيرة مع شريط لونه بني داكن عليها لكنها سقطت منه في قتاله مع لوفي، وعندما كان في شركة جالي لا كان يرتدي بنطال بني مع قميص أبيض وشيالات، وأيضا يرتدي أحذية سوداء، وكعضو في السي بي 9 كان يرتدي بدلة سوداء بالكامل مع أكمام طويلة لكنه يكفها إلى وسط ذراعيه، وأيضا كان يرتدي ربطة عنق بيضاء مع منديل في جيب القميص العلوي.
وعندما قاموا بغزو قصر آيسبرغ كان يرتدي رداء وردي اللون فاتح، وأيضا اكمام سميكة صفراء اللون، وقناع ثور كبير الحجم.
وقد رسم لوتشي وهو طفل مثل بقية السي بي 9، ولفت اودا المؤلف الانتباه بكلمة كانجي التي تعني السلام المكتوبة على قميص لوتشي، وأيضا كانت الحمامة هاتوري معه.
وقد ظهر لوتشي في الأنمي وهو مراهق في الماضي، ولكن كانت هناك أنماط مختلفة في رسمه، فشعره كان قصيرا قليلا وكان يرتدي لباسا أسودا بالكامل وحواجبه كانت مقوسة مثل الحالي.
في التقرير المستقل للسي بي 9 ظهر لوتشي وهو يضع معطف على كتفيه، وقد كان يضع ضمادات بسبب قتاله مع لوفي، أيضا كان شعره غير مربوط.

## شخصيته

### شخصيته في شركة جالي لا
خلال المدة التي قضاها في شركة جالي لا كنجار، لم يكن لوتشي يتحدث أبدا، بدلا من ذلك كانت حمامته الأليفة هاتوري تتحدث بدلا عنه وذلك باستخدام التكلم البطني، لكن عندما كشف عن نفسه بأنه سي بي 9 تكلم، وأصبحت هاتوري حمامة عادية مع بعض الصفات البشرية، وكانت تصعد على كتف لوتشي دائما، وأثناء قتاله تطير في السماء وتطوف حول مكان المعركة إلى أن تنتهي، وقد كان لوتشي في تنافس مع رفيقه بولي وغالبا ما يوبخ لوتشي بولي بسبب مشاكله المالية، وأيضا قد تنشئ قتالات بينهما وأغلب القتالات تنتهي بدون فائز، وبخلاف ذلك لوتشي لم يكن يختلط مع الباقين من الناس ومع رئيسه «آيسبرغ».

### شخصيته فيمنظمة السي بي 9
عندما كشف عن أنه وكيل في السي بي 9 أصبح بارد جدا، وقد فضل التحدث وترك حمامته هاتوري ساكتة، ولم يظهر أي عواطف (لكنه صدم قليلا عندما أخرج فرانكي مخططات البلوتون وحرقها) والدليل على طبيعته الوحشية والباردة، هو محاولة قتله لصديقه في الخمس سنوات الماضية بولي لأنه كشفه كموظف في السي بي 9، وأيضا قال لسوغي كينغ بأن نيكو روبن لن تعود، وأيضا اقنع كل من كاكو وكاليفا بأكل فاكهتا الشيطان، وأيضا أطاع أوامر سباندام لقتل لوفي (ربما سبب حبه للمعارك) وهو لم يشعر بأي شيء تجاه الخمس سنوات الماضية التي قضاها في واتر 7 , وأيضا لم يظهر لوتشي أي مشاعر تجاه بقية السي بي 9 سو سباندام.
و على الرغم من أنه لا يمتلك عواطف، لوتشي لا يتقبل الإهانة، وخلال معركته ضد لوفي اتهمه اوسوب بالخوف وأهانه، وقد غضب بسبب ذلك، وأيضا دائما يهجم لوتشي على الضعفاء، كما رأينا عندما قتل جندي من البحرية طالبا من السكوت، وعندما قتل نيرو الجديد في السي بي 9 لأنه ضعيف، وأيضا قبل خمس سنوات قام بقتل خمس مائة جندي رهينة لأنهم خسروا القتال، وهو يعتقد بأن الضعف هو شيء سيئ جدا، ويعتبر أي شخص ضعيف أسوء من المجرم، وهو أيضا لا يهتم للنصائح ولا يعتبر أحد مثله الأعلى.
وفي القتال فهو مقاتل سادي جدا وعنيف، وهو يستمتع من بإلحاق الأذى جسديا وعاطفيا بالآخرين، مما يجعل منه سادي نموذجي، وأيضا هو قادر على توقع حصول معركة، وهو الوقت الوحيد به الذي يكون به سعيدا، وفي برج العدالة في إنيس لوبي اعترف بأنه انظم لحكومة العالم قفط ليكون مسموحا له بقتل أي شخص، ومثال على شهوة لوتشي للقتال هو أنه رفض نقل روبن إلى برج العدالة قبل أن يهزم لوفي، وأيضا هو يضع كامل قوته في المعركة وهجومه كان وحشي جدا على لوفي، ومثال آخر على قسوته هو عندما غمر جسر العدالة بالماء ليغرق بقية أعضاء قراصنة قبعة القش، لا لأنه أراد القضاء على لوفي، وهو دائما يحبط خصومه، وعندما سخر من لوفي لأنه لا يستطيع تحرير نيكو روبن، وهو أيضا متعطش للدم ومتوحش كما فعل بلوفي.
على الرغم من هذه الصفات الوحشية والباردة، فقد أظهر القليل من التعاطف مع الأبرياء، ظهر ذلك عندما هجم قراصنة الحلوى على قرية صغيرة وهزمهم، وقد طلب من رفاقه مغادرة برج العدالة، وأيضا هو ليس تماما بلا قلب، فقد أظهر بعض الأخلاق عندما اشمئز من سباندام بسبب ضربه لروبن بقوة وامساكها من شعرها، وأيضا هو يظهر الاحترام بحمامته هاتوري، وأيضا قد شكر الطبيب الذي أنقذ حياته.

## علاقاته

### منظمة السي بي 9
في ماعدى سباندام فهو لا يمتلك مشاعر تجاه بقية رفاقه في السي بي 9 , وعلى الرغم من ان سباندام طرطور ومزعج لكنه يحترمه لأنه رئيسه، ورغم ذلك فأحيانا يعارض افكار سباندام فقد اراد القتال بدلا من اصطحاب روبن إلى بوابة العدالة (ربما لحبه للمعارك), ودائما ما ينعت سباندام لوتشي بالأحمق، ولكن يعترف سباندام بقوة لوتشي وانه هو اقوى عضو في السي بي 9 , وأيضا لدى لوتشي بعض العداء مع زميله في المنظمة جابورا الذي هو معرض لبعض فواكه الزون، وعلى الرغم من ذلك فجابورا يهتم لأمر لوتشي قليلا فقد ساعد في جمع التبرعات لعملية لوتشي الجراحية، وأيضا قام لوتشي بقتل العضو الجديد نيرو وقال بأنه من لا يجيد جميع فنون الروكوشيكي لا يعتبر سي بي 9 وذلك لأنه هزم من فرانكي.

### شركة جالي لا
لدى لوتشي منافسة مع زميله بولي وذلك عندما كان في جالي لا، وكان يوبخ بولي بسبب مشاكله المالية وقد يتقاتلان احيانا وينتهي القتال بدون فائز، ولكن لم يكن لوتشي يختلط مع بقية الناس، ورغم ذلك وبعد أن كشف عن كونه وكيل للحكومة اراد قتل بولي وآيسبرغ وقال بأنه لا يحمل أي مشاعر تجاه الخمس سنوات الماضية.

### حكومة العالم
كان لوتشي مخلصا جدا لحكومة العالم وقد اعترفوا بأن روب لوتشي شخص قوي، وقد كان لوتشي مستعد لفعل أي شيء تجاههم وهو متعلق بمبدئ العدالة المطلقة مثل أكاينو، وقد قتل 500 جندي لأنهم استسلموا للقراصنة رغم ان هذا الأمر لم يكن مصرحا من الحكومة، وبعد أن تمت هزيمته من قبل لوفي أصبح هو ورفاقه هاربين من الحكومة

أما بعد عامين اتضح بأن الخطأ قد تصحح وعاد لوتشي إلى الحكومة في السي بي 0 تحت امرة سباندام.

### قراصنة قبعة القش
لوتشي مع بقية السي بي9 هم العدو الأساسي لنيكو روبن، ومع ذلك كان لوتشي مصرا على القاء القبض على فرانكي الذي يعتبر عدوهم الآخر، وأيضا صدم لوتشي عندما حرق فرانكي مخططات البلوتون، واخيرا أصبح لوتشي عدوا للقرصان قبعة القش مونكي دي لوفي وتشارك الاثنان في معركة قوية جدا وتبينت قوة لوتشي ومن ثم هزم من لوفي.

### آيسبرغ
آيسبرغ كان يملك مخططات البلوتون خلال الأربع سنوات الماضية من توم، وخلال تلك الأربع سنوات اعطى ايسبرغ المخططات للرجل الذي يعتقد بأنه ميت «كاتي فلام», فكانت الحكومة تعتقد بأن المخططات مع آيسبرغ، وعلى هذا النحو كان المسؤولين يضايقونه دائما لتسليم المخطط، وبعد سنوات قامت الحكومة بأرسال السايفر بول 9 (سي بي 9) لكي تحصل على المخططات

و بدون علم آيسبرغ تسلل اربع اشخاص من السي بي 9 إلى مدينة واتر 7 , وقد تنكروا كناس عاديين لكي يحصلوا على ثقة الناس، وقد تنكر كل من لوتشي وكاكو كنجارين في جالي لا تحت امرة آيسبرغ وأصبحت كاليفا سكرتيرة آيسبرغ، وقد تنكر العضو الرابع بلونو كنادل في الحانة، وقد كانوا يبحثون عن مخططات البلوتون، وقد عرف كاكو بأن آيسبرغ لا يمتلك المخططات من خلال قلبه.

### سباندام
خلال تقرير السي بي 9 المستقل أصبح سباندام هو عدو السي بي 9 , ولم يتمكنوا من اللجوء لى حكومة العالم بسبب سباندام الذي طردهم وأمر بمطاردتهم، وبعد أن تمكنوا من هزيمة بعض قوات البحرية، أتصل لوتشي برئيسه سباندام عبر الدن دن موشي، وقال بأنه سيعود قريبا

و لكن بعد ذلك ترك لوتشي أمر الانتقام من سباندام وقد أصبح قائد السي بي -0.

### قراصنة الحلوى (كاندي)
عندما هجم قراصنة الحلوى على الجزيرة التي كان فيها السي بي 9 بعد هربهم من إنيس لوبي، قام لوتشي وبقية السي بي 9 بالتصدي لهم وهزيمتهم بسهولة ومن ثم دعس لوتشي على جمجة الكابتن مما ادى إلى موته وخوف المواطنين.

### هاتوري
تعامل لوتشي مع الحمامة هاتوري تعامل ليس كرجل قاتل بلا مشاعر، وقد كانت مع لوتشي منذ الصغر، ويبدو ان هاتوري لا تخاف من لوتشي ومخلصة له، وهي دائما ما تقف على كتف لوتشي الأيمن عندما لا يقاتل، وقد كانت تتحدث بدلا عنه في واتر 7 , لكن بعد أن كشف لوتشي عن هويته أصبحت حمامة عادية مع بعض الصفات البشرية مثل شرب العصير بالكوب.

### قوته وقدراته
```
لا معركة تنتهي بدون نتيجة، من كان يتوقع بأن روب لوتشي سوف يهزم

بارثولوميو كوما يحذر 
جيكو موريامن
 قبعة القش
```

كعضو في السي بي9 فلوتشي يمتلك سلطة كبيرة حتى السشيشيبوكاي يعترفون بقوته، وعندما كان عمره ثلاثة عشرة كان قادرا على القتال ببراعة، حيث قتل 500 جندي وطاقم قراصنة بمفرده، وأيضا لوتشي هو اقوى عضو في تاريخ السي بي 9 حتى الآن، فمعدل الدوروكي لديه هو 4000 دوروكي وهو تقريبا ضعف قوة ثاني اقوى عضو كاكو بمعدل 2200 دوروكي، وقد لاحظ فرانكي انه اقوى من بقية السي بي 9 , ولوتشي هو الخصم الوحيد الذي جعل لوفي يرى الموت بعينه (ماعدى كروكودايل الذي هزمه مرتان), وقد تبين بأنه بعد عامين أصبح لوتشي اقوى بكثير من قبل وأصبح قائد السي بي - 0 الذي هم اقوى من السايفر بول

و بسب سمعته فهو معروف جدا في حكومة العالم، حيث أن نائب الإدميرال في الباستر كول عرفه فورا وعرف سمعته، وقد قال بان نسبة فوزه على لوفي كبيرة

جنبا إلى جنب مع قوته الخارقة جدا وسرعته الفائقة، فلوتشي هو شخص ذكي جدا وماكر، فأن يكون نجار خلال خمس سنوات وبنفس الوقت يراقب رئيسه آيسبرغ أمر صعب يتطلب ذكاء، وقد عرف لوتشي فورا بأمر فرانكي، وأيضا هو بارع في التخفي مثل بقية السي بي 9

و لوتشي قادر بفمرده من القضاء على جميع قراصنة قبعة القش (ماعدى لوفي) وذلك من خلال الرانكايكو التي يمتلكها القادرة على اختراق الجدار، وأيضا الوصول إلى البحر، ولو لم تنقذ كوكورو بقية الطاقم لماتوا جميعا وغرقوا في الماء، وقد عرف فورا بان الجير الثاني للوفي لا يدوم سوى لبضع دقائق لأنه رجل مطاطي صغير السن، وأيضا قد كان قادرا على أن يصبح أحد أفضل خمس نجاري في جالي لا خلال الخمس سنوات.

### الروكوشيكي
لوتشي هو متقن جميع الفنون للروكوشيكي ولكنه يستخدم التقنيات بطريقة أخرى أكثر فاعلية مثلا هايبو رانكايكو وتوبو شيغان، وهو أيضا متقن للمهارة السرية في الروكوشيكي وهي الروكوجان وهي تقنية قوية جدا اقوى الفنون تسبب جروح قوية جدا داخلية استخدمها ضد لوفي، وقد وصف لوفي تلك الصدمة كقوة صدفة التأثر لكن أكثر قوة وقد آلمته جدا رغم انه مطاطي، وهو متقن لجيمع الروكوشيكي وأيضا يمتلك قوة فاكهة الشيطان فقد اعتبر لوتشي خصم قوي جدا أحد اقوى شخصيات ون بيس بلا منازع.

### فاكهة الشيطان
لوتشي اكل من فاكهة نيكو نيكو نومي وهي من نوع الزون والتي تسمح له بالتحول إلى نمر كبير الحجم يقف على قديمه مخطط، وأيضا تزيد فاكهة الشيطان من قوته الجسدية، وأيضا تمكن الشخص من القوة والسرعة والمهارة مع خبرة لوتشي العالية جدا.

### عودة الحياة
و قد تبين بأن لوتشي متقن لفن عودة الحياة مثل «كومادوري» والتي تمكنه من تكبير وتقليص حجمه، وقد تبين ذلك عندما حول نفسه إلى بشري بشكل نمر ونمر ضخم.

## تاريخه

### ماضيه
قبل اثنين وعشرين سنة من بداية القصة ظهر روب لوتشي يتدرب (مع كل من بلونو وجابورا) وقد كانوا يتدربون على الروكوشيكي بعد إعدام ملك القراصنة غولد روجر

و من الجدير بالذكر (أو انها حمامة أخرى من اسلاف هاتوري) كانت هاتوري حمامته موجودة معه في ذلك اوقت، وفي الانمي ظهر كل من كومادري وفوكورو يتدربان معهم.

### جزيرة الغارة
ظهرت قصة أخرى حول روب لوتشي من السي بي9 , وذلك عن طريق نائب الإدميرال دوبيرمان أثناء الباستر كول على إنيس لوبي، وقد قال دوبيرمان بأن لوتشي قام سابقا بقتل الجنود الذين استسلموا للقراصنة وكان عددهم خمس مئة واحد وقد قتلهم لوتشي بدون أمر من الحكومة، وأيضا قم لوتشي بقتل جميع طاقم القراصنة.

### بعثة السي بي 9
قبل خمس سنوات من القصة ارسلت الحكومة اربع أعضاء من اسي بي 9 إلى مدينة واتر7 لكي يحصلوا على مخططات البلوتون من آيسبرغ، وقد عمل لوتشي في جالي لا كنجار وعمل معه كل من كاكو وكاليفا، بينما أصبح بلونو نادل كي يكسب ثقة الناس، وقد عرفوا بعدها بأن آيسبرغ اعطى المخططات إلى تلميذ توم الآخر كاتي فلام المعروف بفرانكي.

### أحداث واتر 7
عندما وقف قراصنة قبعة القش في واتر 7 للحبث عن مصلح سفن بارع، ذهبو إلى شركة جالي لا وقد التقوا بكاكو ووصفوه بأنه شبيه اوسوب بسبب انفه، وقد وصلوا سالة كوكورو على أن آيسبرغ هو العمدة، وقد ذهب كاكو لتشخيص السفينة، وقد ظهر آيسبرغ مع سكرتيرته كاليفا، ونشأت معركة بين شركة جالي لا مع قراصنة الخوذة الكبيرة انتهت بفوز شركة جالي لا بسهولة، ومن ثم سرق عائلة فرانكي نقود قراصنة قبعة القش وبعدها قفظ بولي عليهما وأخذ النقود لكن تبعه لوتشي وجلبه واجبره على إعادة المال إلى قراصنة قبعة القش، وطلب بولي من لوفي ان يأخذ 10% من النقود لكن لكمه لوتشي ومن ثم تقاتل الاثنان وانتهت بدون نتيجة

و بعدها رجع كاكو وقال بان سفينة الجوينج ميري لا تصلح للسفر، ومن ثم تعرض قراصنة قبعة القش إلى السرقة مرة أخرى فذهبا خلف عائلة فرانكي، وبعد مدة تعرض آيسبرغ إلى رصاصة وقال بأنه شاهد نيكو روبن وقد ظنوا بأن قراصنة قبعة القش هم من فعلوا ذلك، وبعدها نشأت معركة بين لوفي وفرانكي قرب جاليي لا لذلك نزل كل من لوتشي، كاكو، بولي، بيبلي لولو وتايلنستون إلى الساحة لقتال لوفي وفرانكي وقد تقاتلوا معه وتمكنوا من ضربه لكنه هرب ومن ثم طوقوا قصر آيسبرغ 

و في الليل بدأت عملية اغتيال آيسبرغ فتنكر لوتشي وكاكو بقناع ثور وجمجة وأيضا كانت كاليفا معهم وبلونو، ونجحوا في هزيمة جميع الحراس وأيضا هاجموا بولي وأكتشفوا بأن المخططات مزيفة ودخلوا غرفة آيسبرغ مع نيكو روبن وبعدها تدخل قراصنة قبعة القش ونشأت هناك معركة صغيرة انتهت بهزيمة الجميع وحرق قصر آيسبرغ من قبل السي بي 9 , ومن ثم ذهبوا إلى فرانكي وهزموه واخضروه معهم وذهبوا إلى إنيس لوبي عن طريق القطر البحري، وأثناء القطار البحري قام لوتشي بقتل نيرو ومن ثم هزم سانجي وفرانكي.

### أحداث إنيس لوبي
وصل أعضاء السي بي 9 إلى إنيس لوبي واجتمعوا مع بقية الاعضاء ومع سباندام، وقام سباندام بأعطاء كاليفا وكاكو فواكهة شيطانية وقد اقنعهم لوتشي على اكلها، وبعد أن قام أعضاء قراصنة قبعة القش ومن معهم بالهجوم على إنيس لوبي طلب سباندام من لوتشي أن يرافقه بأخذ نيكو روبن إلى بوابة العدالة، لكن لوتشي تنبئ بوجود لوفي فطلب من سباندام قتاله ووافق على قتاله، وقد نشأت معركة قوية جدا جدا بين لوفي ولوتشي وقد كانا متساويين ولكن في النهاية تمكن لوفي من الفوز بصعوبة شديدة حيث أنه لم يتحرك بعد فوزه بسبب الاعياء الشديد.

### تقرير السي بي 9 المستقل
تمكن بلونو بواسطة الباب الهوائي من إنقاذ افراد السي بي 9 لكن كان لوتشي الوحيد المصاب بأصابات خطيرة جدا فنقلوه إلى قرية في إحدى الجزر وقاموا بالعروض لجمع تكاليف العلاج وتمكنوا بعدها من علاجه وقد قام قراصة الحلو بلهجوم على القرية لكن هزمهم أعضاء السي بي 9 .

## معاركه =
- لوتشي ضد 500 رهينة

النتيجة : فوز لوتشي
- شركة جالي لا ضد قراصنة الخوذة الكبيرة

النتيجة : فوز شركة جالي لا بسهولة
- نجاري جالي لا ضد مونكي دي لوفي وفرانكي

النتيجة : لم يفز أحد
- لوتشي ضد باولي

النتيجة : فوز لوتشي بسهولة
- لوتشي ضد لوفي

النتيجة : فوز لوتشي
- لوتشي ضد رورونوا زورو

النتيجة : فوز لوتشي بسهولة
- لوتشي ضد سانجي

النتسجة : فوز لوتشي بسهولة
- لوتشي ضد فرانكي

النتيجة : فوز لوتشي بسهولة
- لوتشي ضد لوفي

النتيجة : فوز لوفي بصعوبة
- السي بي 9 ضد قراصنة الحلوى

النتيجة : فوز السي بي 9 بسهولة
- السي بي 9 ضد طاقم الكابتن فيري قوود

النتيجة : فوز السي بي 9.